# ام الافاعی
ام الافاعی یک منطقهٔ مسکونی در قطر است که در شهرداری الریان واقع شده‌است. ام الافاعی ۶٫۸ کیلومتر مربع مساحت دارد.